# L'Enculé (roman)
Pour les articles homonymes, voir Enculé.
L'Enculé est un roman de Marc-Édouard Nabe auto-édité en octobre 2011. C'est le premier roman consacré à l'affaire Dominique Strauss-Kahn, survenue cinq mois plus tôt,,,.

## Résumé
Marc-Édouard Nabe fait de Dominique Strauss-Kahn le personnage principal et le narrateur de l'affaire du Sofitel de New-York. Le livre s'ouvre sur l'agression sexuelle de Nafissatou Diallo, le 14 mai 2011. Prenant les éléments connus par les médias, l'écrivain imagine la vie de DSK en prison, au tribunal ainsi que dans sa résidence surveillée de TriBeCa, en compagnie de sa femme, Anne Sinclair.

## Accueil critique

### Avis positifs
Pour Patrick Besson, dans Le Point, L'Enculé « est à ce jour la synthèse la plus pertinente et la plus joviale de tout ce qu'on a pu lire, voir et entendre sur l'affaire DSK au cours de l'été dernier ». Dans Causeur, Daoud Boughezala parle du « style enlevé du livre, plein de trouvailles et de boules puantes qui font de Nabe le sale gosse de Hara-Kiri qu’il n’a – en vérité – jamais cessé d’être ». Grégoire Leménager, dans BibliObs, apprécie le livre tout en précisant que « cette très grosse farce bourrée jusqu’à la gueule risque fort de ne pas plaire aux amateurs de politiquement correct ». Sur le même site, Pierre Ancery récuse le terme de pamphlet : « c'est un roman, un vrai, dans lequel Nabe s'amuse terriblement – et nous avec – de ses pauvres personnages, ces puissants à la fois grotesques et tragiques, ces êtres ordinaires victimes de leurs pulsions les plus animales ».

### Avis négatifs
Dans Les Inrockuptibles, Élisabeth Philippe juge le livre « imbécile et nauséabond ». 
Dans Le Monde, Marc Weitzmann qualifie le livre de « pamphlet obscène et antisémite » et cite de nombreux passages insultants ou obscènes et les multiples allusions à la judéité d'Anne Sinclair et d'autres personnalités comme Robert Badinter. Le journaliste conclut que Nabe exprime dans ce livre une « abjection » qui confine « à la  bêtise la plus foireuse, à la médiocrité littéraire la plus crasse, à la perversion la plus ordinairement suicidaire ». Il dénonce en outre la « complaisance » dont Nabe bénéficie de la part de certaines personnalités du milieu littéraire, et reproche notamment à Léo Scheer, éditeur des Morceaux Choisis de l'écrivain, de le défendre sur son blog,. Cette critique fait l'objet d'un droit de réponse de Léo Scheer, publié le 27 novembre, qui récuse l'accusation d'antisémitisme portée par Weitzmann à l'encontre de Nabe et qui défend le projet littéraire de L'Enculé.
Sur Europe 1, Marc-Édouard Nabe est invité dans l'émission Des clics et des claques, face à David Abiker et à Guy Birenbaum, très négatifs sur le livre. Dans l'émission Ça balance à Paris, diffusée sur Paris Première et animée par Éric Naulleau. Alors que ce dernier prend plutôt la défense du livre en le rangeant dans la catégorie de l'humour trash d'Hara-Kiri, Nabe est violemment attaqué par les chroniqueurs. Philippe Tesson parle d'un livre « dégueulasse », « immonde » et « stupide » tandis qu'Arnaud Viviant le qualifie de « pornographie antisémite » et conseille à l'écrivain de se reconvertir dans la lettre de délation adressée à la Gestapo,.

## Échos
- Au moment de la sortie de son livre Chronique d'une exécution, Ivan Levaï évoque L'Enculé dans Sud Ouest, qualifiant le titre d'« ignoble »[15].
- En mars 2013, dans Le Point, Emilie Lanez publie un article racontant l'histoire du Marcela Iacub, Belle et Bête, consacré à sa relation avec Dominique Strauss-Kahn[16]. La journaliste cite un proche expliquant qu'elle a publié son roman après que Nabe a publié le sien, sans entraîner de conséquence judiciaire[16].
- En janvier 2014, le livre est mentionné dans la presse au moment de la sortie de la Ballade de Rikers Island, de Régis Jauffret[17],[18],[19].
- En mai 2014, Daniel Schneidermann estime qu'avec L'Enculé, Nabe « n'a réussi à tirer que des balles à blanc »[20].

## Commentaires
Contrairement à L'Homme qui arrêta d'écrire, aucun nom n'a été modifié, ce qui a exposé l'écrivain à des poursuites judiciaires. Néanmoins, aucune action en justice n'a été intentée depuis sa publication.

## Édition
- Marc-Édouard Nabe, L'Enculé, auto-édition, 2011, 250 p. (ISBN 9782953487916)